# نوری در تاریکی می‌درخشد

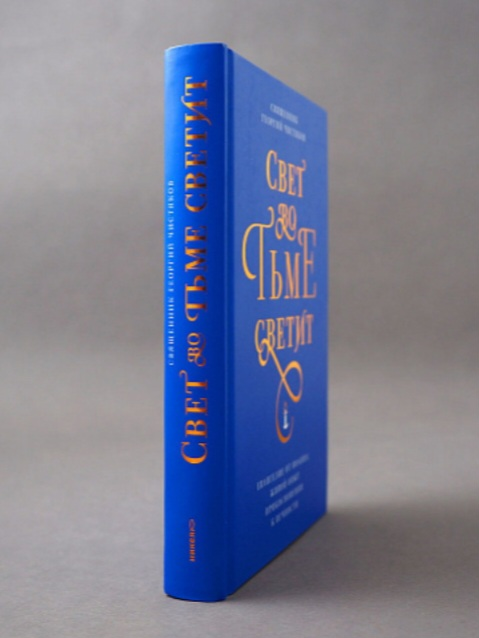
نمایشنامه «نوری در تاریکی می‌درخشد» نوشته لئو تولستوی

## خلاصه نمایشنامه
رمان نوری در تاریکی می درخشد (به روسی: И свет во тьме светит)، نمایشنامه‌ای نوشته ی لئو تولستوی، نویسنده روسی است.نیکلای ایوانویچ ، نیمی از عمرش را در غفلت و بی‌خبری گذرانده است، اما ناگهان به این حقیقت پی می‌برد که زندگی مرفه و پرتجملش بر رنج و مشقت دهقانانی استوار است که از سحر تا شب کار می‌کنند، ولی حتی نمی‌توانند شکم خود را سیر کنند، اما او و خانواده‌اش بدون زحمت در ناز و نعمت زندگی می‌کنند. پس از این کشف، نیکلای به کلیسا پناه می‌برد اما پاسخی نمی‌یابد. او تصمیم می‌گیرد تمام دارایی‌اش را به دهقانان ببخشد و مانند آنان زندگی کند، اما خانواده‌اش با او مخالفت می‌کنند. تنها دخترش لوبا کمی با او موافق است. مخالفت خانواده تا حدی است که نیکلای مجبور می‌شود اموالش را به نام همسرش انتقال دهد، اما این کار نیز درد او را تسکین نمی‌دهد. درنهایت، او تصمیم به ترک خانه می‌گیرد، اما بازهم ناکام می‌ماند.

## شخصیت‌های نمایشنامه
- نیکلای ایوانویچ سارینتسف
- ماریا ایوانونا سارینتسوا؛ همسر نیکلای
- استیوپا و وانیا؛ پسرهای نیکلای و ماریا
- لوبا، میسی و کاتیا؛ دخترهای نیکلای و ماریا
- الکساندرا ایوانونا کخافتسوا؛ خواهر ماریا ایوانونا
- پتر سمنویچ کخافتسف؛ شوهر الکساندرا
- لیزانکا؛ دختر پتر و الکساندرا
- شاهزاده چرمشانوا
- باریس؛ پسر چرمشانوا
- تونیا؛ دختر چرمشانوا
- واسیلی نیکانورویچ؛ کشیش جوان
- الکساندر میخاییلویچ استارکفسکی؛ خواستگار لوبا
- پدر گراسیم؛ کشیش
- ایوان زیابرف؛ روستایی
- مالاشکا؛ دختر ایوان زیابرف
- زن ایوان زیابرف
- یرمیل؛ روستایی
- سواستیان؛ روستایی
- پتر؛ روستایی
- زن پتر
- مأمور
- مردهای روستایی داس به دست
- زن‌های روستایی شنه به دست
- میترفان یرمیلویچ؛ معلم وانیا
- صحاف
- مربی سارینتسف‌ها
- پرستار بچهٔ سارینتسف‌ها
- فراش سارینتسف‌ها
- پیانیست
- الکساندر پترویچ
- دانشجوها و زن‌های شرکت کننده در مهمانی
- ژنرال
- سرهنگ
- منشی دفتر سرهنگ
- آجودان ژنرال
- نگهبان
- دو محافظ
- افسر ژاندارمری
- منشی افسر ژاندارمری
- پدر روحانی؛ کشیش هنگ
- دکتر بیماران روانی بیمارستان نظامی
- دکتر جوان بیمارستان نظامی
- نگهبان‌های بیمارستان نظامی
- افسر بیمار
- محضردار[۳]

## نقد و تحلیل
شخصیت اصلی این نمایش‌نامه و خانواده‌اش، شباهت زیادی به لئو تولستوی و خانواده‌اش دارند. خط روایی نمایش‌نامه و ویژگی‌های فردی شخصیت اصلی آن مطابقت زیادی با زندگی و تجربیات تولستوی دارد. در آثار دیگر تولستوی نیز می‌توان شخصیت‌هایی را یافت که شبیه او هستند. مطابقت بسیاری از نوشته‌های تولستوی در یادداشت‌های روزانه‌اش با دیالوگ‌های شخصیت اصلی این نمایش‌نامه، نشان می‌دهد که این شخصیت بازتابی از خود تولستوی است که با نام دیگری به صحنه آمده تا داستان زندگی و سرنوشت محتوم او را به نمایش بگذارد.